# Satipo (provins)
Satipo (spanska: Provincia de Satipo) är en av de nio provinser som utgör departementet Junín i Peru. Det gränsar i norr till departementet Pasco; i öster till departementen Ucayali och Cusco; i söder till departementet Ayacucho, och i väster med provinserna Chanchamayo, Jauja, Concepción och Huancayo.

## Historia
Den 18 september 1940 skapades distriktet Satipo som en del av provinsen Jauja. Den 26 mars 1965, under första regeringen av president Fernando Belaúnde Terry, blev Satipo provins och hade från början åtta distrikt.

## Geografi
Satipo täcker en yta av 19 219,48 km², och är den största provinsen i departementet Junín. Den kännetecknas av rik regnskog, och utgör en del av den centrala peruanska djungeln.

## Indelning
Provinsen Satipo indelas i nio distrikt. Distrikten och deras folkmängd enligt folkräkningen 2017 anges i nedanstående tabell:
| Distrikt i provinsen Satipo | Distrikt i provinsen Satipo |
| --------------------------- | --------------------------- |
| Distrikt                    | Befolkning (2017)           |
| Satipo                      | 37 075                      |
| Coviriali                   | 5 778                       |
| Llaylla                     | 6 544                       |
| Mazamari                    | 35 719                      |
| Pampa Hermosa               | 3 690                       |
| Pangoa                      | 54 240                      |
| Río Negro                   | 30 651                      |
| Río Tambo                   | 26 036                      |
| Vizcatán del Ene            | 4 252                       |
| Total                       | 203 985                     |

## Centralort
Provinsens centralort är staden Satipo, belägen på en altitud av 628 m ö.h..